# Komoé (vattendrag)
Komoé är ett vattendrag i Burkina Faso och Elfenbenskusten. Med 1 160 km är det Elfenbenskustens längsta flod. Floden rinner upp i västra Burkina Faso, bildar gräns mellan Burkina Faso och Elfenbenskusten, och rinner därefter genom östra Elfenbenskusten till Ébriélagunen vid Grand-Bassam.